# Dag Johan Haugerud
Dag Johan Haugerud (født 30. december 1964) er en norsk filminstruktør, forfatter og bibliotekar. Han er ikke mindst internationalt kendt for sin filmtrilogi Sex, Drømme og Kærlighed fra 2024 om seksualitet og identitet blandt moderne mennesker i Oslo.
Haugerud og hans film har flere gange modtaget den norske filmpris Amandaprisen, og han har som den første norske filmskaber fået Nordisk Råds Filmpris to gange (i 2020 og 2024). I 2025 blev filmen Drømme den første norske film, der vandt en Guldbjørn for bedste film under filmfestivalen i Berlin.

## Film
Som filminstruktør og manuskriptforfatter debuterede Haugerud med kortfilmen 16 levende klisjeer i 1998. Han har senere blandt andet skabt kortfilmene Utukt (2000) og Trøbbel (2006) samt novellefilmen Thomas Hylland Eriksen og historien om origamijenta (2005). Monologfilmen Det er meg du vil ha, med manuskript af Sonja Evang og med Andrea Bræin Hovig i rollen som læreren, som har haft et forhold til en 15 år gammel elev, kom i 2014.
Haugerud var også manuskriptforfatter og instruktør af Barn (2019), der var en dramafilm om efterspillet efter en barnedrabssag. Lyset fra sjokoladefabrikken (2020) behandlede venindeforhold, skyld og bebrejdelser. Spillefilmen Sex (2024) var første del af en trilogi om seksualitet, længsler og drømme i dagens Oslo. Trilogiens anden del Drømme og sidste del Kærlighed udkom også i 2024.

## Bøger
Haugerud arbejder som specialbibliotekar ved Norges musikkhøgskole. Han har skrevet fire romaner, der er udgivet på det norske "Forlaget Oktober":
- Noe med natur (1999)
- Den som er veldig sterk, må også være veldig snill (2002, oversatt til fransk og utgitt i Frankrike)
- Hva jeg betyr (2011)
- Enkle atonale stykker for barn (2016)

Også filmmanuskriptet til Barn (2019) er blevet udgivet i bogform.

## Priser
I 2013 modtog Haugerud Amandaprisen for bedste manuskript, for bedste instruktion og for bedste film for sin debut som spillefilminstruktør Som du ser meg. For samme film fik Laila Goody prisen for bedste kvindelige hovedrolle. I 2020 fik Haugerud Filmkritikerprisen og Amandaprisen for bedste filmmanuskript og instruktion for filmen Barn. I alt fik filmen tildelt ni af Amandapriserne i det år, hvilket var en rekord. Blandt dem var prisen for bedste biograffilm. Barn fik også Nordisk Råds Filmpris i 2020.
I 2024 fik Haugerud Amandaprisen for bedste filmmanuskript og instruktion for spillefilmen Sex, den første film i trilogien Sex Drømme Kærlighed. For Sex vandt Haugerud også Nordisk Råds Filmpris, og blev dermed den første norske filmskaber, der modtog denne pris to gange. Kærlighed fik den internationale Fipresci-kritikerpris under Tromsø internasjonale filmfestival i januar 2025, og samme år blev Drømme den første norske film til at vinde Guldbjørnen for bedste film under filmfestivalen i Berlin.